# Wunderland bei Nacht
Wunderland bei Nacht ist der Titel eines instrumentalen Musikstücks, das von Klaus Günter Neumann als Blues komponiert wurde. In Deutschland wurde die Version mit Bert Kaempfert mit der Platin-Schallplatte ausgezeichnet, in den USA wurde dieselbe Fassung zu einem Nummer-eins-Hit.

## Das Original in Deutschland
Klaus Günter Neumann komponierte Wunderland bei Nacht für den Fritz-Anton-Film Unser Wunderland bei Nacht, der am 14. August 1959 in Deutschland uraufgeführt wurde. Gleichzeitig produzierte Bert Kaempfert mit seinem Orchester und dem Trompeter Charly Tabor den Titel bei der Schallplattenfirma Polydor, die ihn für die Single mit der Katalog-Nummer 24 086 vorsah. Obwohl sich Bert Kaempfert bereits 1958 mit dem Mitternachts-Blues einen Namen gemacht hatte, zögerte Polydor mit der Auslieferung der Platte. Erst als Wonderland by Night mit Bert Kaempfert im November 1960 in den USA die Hitlisten stürmte, kam die Polydor-Single auch auf den deutschen Markt. Daraufhin erschien Wunderland bei Nacht am 3. Dezember 1960 in den „Top 50“ der Musikzeitschrift Musikmarkt, stieg dort allerdings nur bis zum neunten Platz auf. In der Hitliste „musicbox“ der Jugendzeitschrift Bravo dümpelte Wunderland bei Nacht in den Monaten Januar bis April zwischen den Plätzen zwölf und neun herum. Auf lange Sicht gesehen hatte der Titel aber in den Plattenläden Erfolg, denn er wurde von der Schallplattenindustrie mit einer Platin-Schallplatte ausgezeichnet.

## Wonderland by Night
Verärgert über Polydors Umgang mit Wunderland bei Nacht verließ Bert Kaempfert Deutschland und ließ sich in den USA nieder. Dort bot er dem Produzenten der Plattenfirma Decca Milt Gabler seine Produktion von Wunderland bei Nacht an. Als Ergebnis erschien Kaempferts Instrumental unter dem englischen Titel Wonderland by Night im August auf der Decca-Single Nr. 31141. Nach zögerlichem Verkauf registrierte das Musikmagazin Billboard Bert Kaempfert erstmals am 14. November in seiner Hitliste „Hot 100“. Am 9. Januar 1961 hatte Wonderland by Night Platz eins erreicht, den der Titel drei Wochen lang verteidigte. Er war 17 Wochen in den Hot 100 vertreten. In der Hitliste des Konkurrenzmagazins Cashbox war Wonderland by Night 18 Wochen lang vertreten, lag aber nur einmal an der Spitze. Die Decca-Single wurde in den USA über zwei Millionen Mal verkauft.
Bert Kaempferts Wonderland by Night verbreitete sich über die USA hinaus weltweit, wobei sich auch Polydor an dem internationalen Vertrieb beteiligte. In Kanada, Australien und Neuseeland erreichte der Titel ebenfalls die Spitze der Hitparaden, in Südafrika war es der dritte Platz.

## Coverversionen
In Deutschland wurde die Instrumentalversion von Wunderland bei Nacht in der nächsten Zeit nur von wenigen unbedeutenden Musikern übernommen. Das Billiglabel Tempo veröffentlichte 1960 eine Produktion mit dem Trompeter Jack Norman, begleitet vom Orchester Christian Bruhn. Im selben Jahr kam der Titel beim kleinen Label Favorit mit dem Orchester Stan Silver heraus. In Lizenz brachte das britische Label London eine zuvor beim US-Label Dot Records veröffentlichte Trompetenversion mit Louis Prima in Deutschland auf den Markt. In den Billboard-Charts erreichte Prima Platz 15. Ebenfalls in den USA erschien Wonderland by Night mit dem Saxophonisten Ace Cannon. In mehreren europäischen Ländern wurde das Instrumental mit dem englischen Trompeter Eddie Calvert veröffentlicht.
Mit dem Deutschen Willi Stanke und dem Amerikaner Lincoln Chase wurde Klaus-Günter Neumanns Melodie mit einem deutschen bzw. englischen Text versehen. Stankes Text („Hell strahlen Sterne für uns im Wunderland bei Nacht, und wie im Märchen ist unsere Liebe dort erwacht“) wurde sowohl von Lonny Kellner (auf Telefunken) als auch von Zarah Leander (auf Ariola) im Sommer 1961 veröffentlicht. Bereits im November 1960 war in den USA von Carlton eine Single mit Anita Bryant herausgekommen, auf der die Sängerin Wonderland by Night mit dem Text von Lincoln Chase singt („Sterne prangen über einem gelben Mond, zwei Herzen sind vereint, während Engel Liebeslieder singen.“) Diese Version schaffte es auf Platz 18 in den Billboard-Charts. Es gab auch noch eine Version mit deutschem Text von Freddy Breck „Leben ist Freude“ aus dem Album „Überall auf der Welt“ von 1972. Hier hat K. G. Neumann auch selber den Text geschrieben.